# 井宿增三
御夫座53，又名BD+29 1293，HD 47152、SAO 78571、HR 2425，是御夫座的一颗恒星，视星等为5.79，位于銀經185.47，銀緯10.17，其B1900.0坐标为赤經6h 32m 2.5s，赤緯+29° 10.17′ 12″。